# Asplenium anisophyllum
Asplenium anisophyllum är en svartbräkenväxtart som beskrevs av Kze. Asplenium anisophyllum ingår i släktet Asplenium och familjen Aspleniaceae. Inga underarter finns listade.

## Bildgalleri

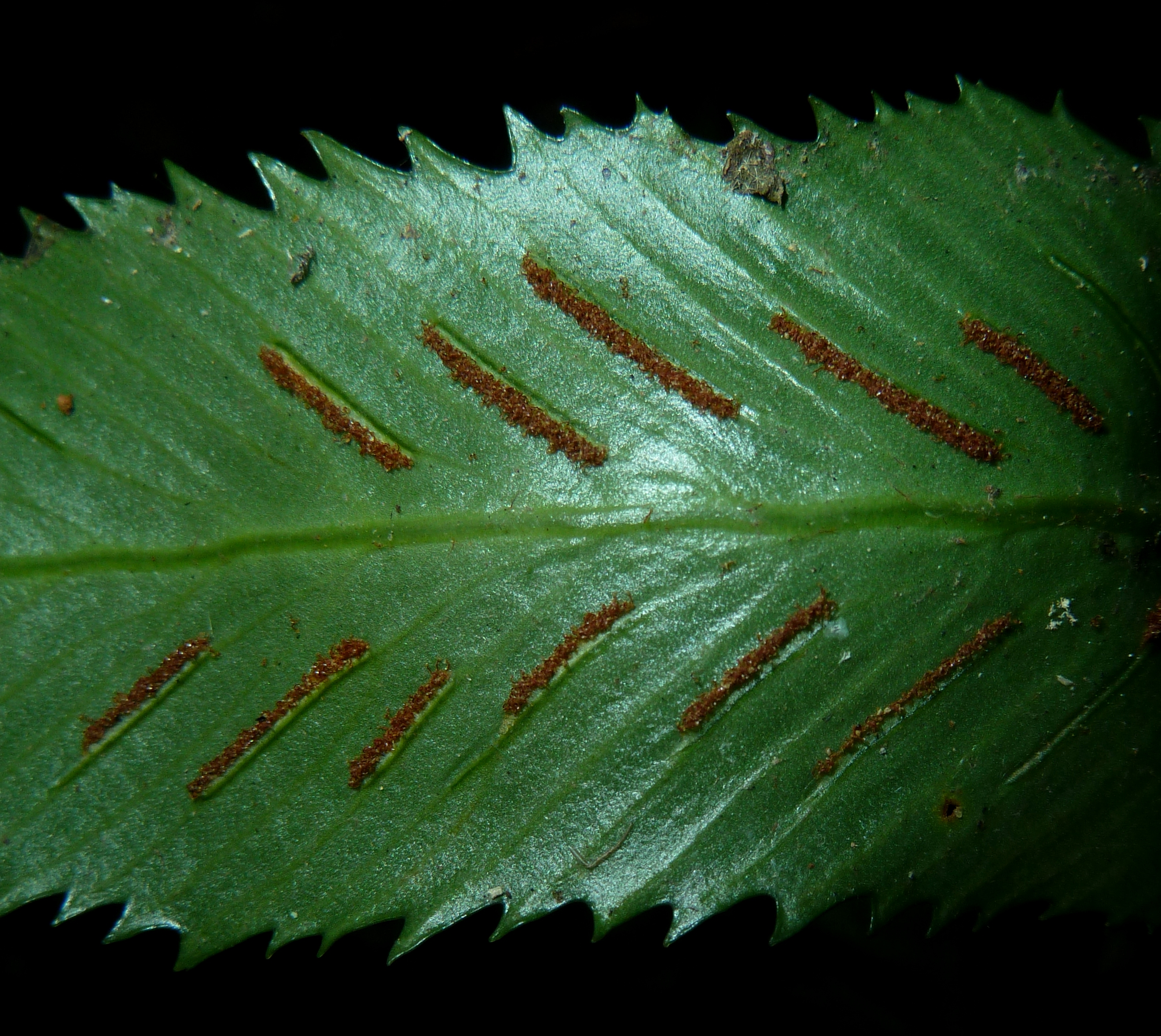